# Leptogenys famelica
Leptogenys famelica es una especie de hormiga del género Leptogenys, subfamilia Ponerinae.

## Taxonomía
Esta especie fue descrita científicamente por Emery en 1896.